# 身份的焦虑 (书籍)
《身份的焦虑》是一部由艾倫·狄波頓写成的非虛構作品，哈米什·汉密尔顿出版社于2004年发行出版，不久发行权移交到了企鹅出版集团，后者也就是如今的发行商。上海译文出版社有引入中文版本。台灣則由先覺出版社引入。

## 大致介绍
《身份的焦虑》谈论了许多的现代社会环境下，人们对使自己向社会上层流动的渴望，以及这一渴望被周边人感知下所带来的焦慮。作者艾倫·狄波頓称，长期的对对身份感到的焦虑是任何民主以及在表面上平等主義的社会所不能避免的副产物。作者列举了其认为的身份焦虑的起因如下：
起因：
- 愛的缺失
- 期望
- 精英政治
- 势利
- 依赖

解决办法：
- 哲学
- 艺术
- 政治
- 宗教
- 波希米亞主義

## 相关影片
关于该书主题的同名紀錄片发布于2004年。该纪录片曾经在2008年在美国公共電視網的一些频道上（如波士顿WGBH-TV下数字频道WGBX-TV等）播映过。 